# Staffan Rydén
Staffan Rydén, född 16 december 1950 i Örebro, är en svensk operasångare samt opera-, musik- och kulturchef. 
Rydén har varit vice VD för Kungliga Dramatiska Teatern fram till 2008. Han har tidigare varit VD för Folkoperan som han grundade tillsammans med bland andra Claes Fellbom. Från 2010 var han rektor för Högskolan för scen och musik vid Göteborgs universitet, som han lämnade då han 2013 utsågs till Västra Götalandsregionens kulturchef.

## Utmärkelser
- H.M. Konungens medalj i guld av 12:e storleken i högblått band (2012) för betydelsefulla insatser för den svenska scenkonstens utveckling. [2]

## Filmografi
- 1987 - Aida
- 1983 - Carmen

## Producent
- 1987 - Aida